# 严贡生
严贡生，是中國古典小說《儒林外史》中的一個人物，字致中。是广东省高要县的一位贡生，严监生之兄。书中第六回描写他虽然系“优贡”，却横行乡里。他强圈已经强卖给邻居王小二的猪，并打伤前来讨要的王小二哥哥的腿。他又讹诈黄梦统，虽然并没有借给银子，却硬要偿付大半年的利息，并强夺黄老汉的驴和米。两人告到知县那里，严贡生避往省城。严贡生与新婚的儿子儿媳自省城回家，却将吃剩的几片云片糕说成治疗晕船的贵重药物，以此恐吓船家，赖掉船费。严监生死后，他又欺凌守寡又丧子的弟妇赵氏，让他新婚的二儿子继承弟弟的产业。